# Lethrus brachiicollis
Lethrus brachiicollis is een keversoort uit de familie mesttorren (Geotrupidae). De wetenschappelijke naam van de soort werd in 1855 gepubliceerd door Léon Marc Herminie Fairmaire.